# Urolophus bucculentus
Urolophus bucculentus  (лат.) — вид рода уролофов семейства короткохвостых хвостоколов отряда хвостоколообразных. Является эндемиком юго-восточного побережья Австралии. Встречается на глубине до 265 м. Грудные плавники этих скатов образуют ромбовидный диск, ширина которого превышает длину. Дорсальная поверхность диска покрыта многочисленными мелкими светлыми пятнышками, разбросанными по жёлтому или коричневатому фону. Между ноздрями имеется прямоугольная складка кожи. Короткий хвост оканчивается листовидным хвостовым плавником. В средней части хвостового стебля позади крупного спинного плавника расположен зазубренный шип. Максимальная зарегистрированная длина 89 см. 
Размножается яйцеживорождением. Рацион состоит в основном из ракообразных. Репродуктивный цикл двухгодичный. Беременность длится 14—19 месяцев. Не является объектом целевого лова. В качестве прилова попадается при коммерческом промысле.

## Таксономия
Впервые вид был научно описан австралийским  натуралистом Уильямом Джоном Маклеем в 1844 году на основании особи, пойманной у берегов Порт-Джэксона, Новый Южный Уэльс. Внутри рода уролофов Urolophus bucculentus, вероятно, наиболее тесно связан с Urolophus flavomosaicus и Urolophus papilio. Видовой эпитет происходит от слова лат. bucculentus — «полнощёкий» и связан с размером рта этих скатов, который в 3 раза превышает размер рта обыкновенного тригоноптера сопоставимой длины. 

## Ареал
Urolophus bucculentus обитают у юго-восточного побережья Австралии от Бичпорта, Южная Австралия, до Тасмании и Квинсленда. Эти рыбы встречаются на дне с мягким грунтом на внешней части континентального шельфа на глубине от 65 до 265 м, они редко выходят в открытое море.

## Описание
Широкие грудные плавники этих скатов сливаются с головой и образуют ромбовидный диск, ширина которого намного превышает длину. «Крылья» закруглены, передний край диска почти прямой, заострённое мясистое рыло образует тупой угол и выступает за края диска. Позади крошечных глаз расположены брызгальца в виде запятых. На заднем краю ноздрей иногда имеется выступ, а между ноздрями пролегает кожаный лоскут с мелкобахромчатым задним краем. Крупный рот содержит мелкие зубы с овальными основаниями. На дне ротовой полости имеются 14—16 пальцеобразных отростков, такие же отростки покрывают нижнюю челюсть. На вентральной стороне диска расположено 5 пар коротких жаберных щелей. Небольшие брюшные плавники закруглены. 
Длина короткого хвоста составляет 62—73 % от общей длины. Он приплюснут, по обе стороны хвостового стебля пролегают складки кожи.  Хвост сужается и переходит в длинный и низкий ланцетовидный хвостовой плавник. На дорсальной поверхности хвоста в центральной части позади крупного спинного плавника расположен зазубренный шип. Кожа лишена чешуи. Максимальная зарегистрированная длина 89 см. Окраска от желтоватого до коричневатого цвета, диск бывает покрыт многочисленными бледными пятнышками. У молодых скатов хвост темный, а у взрослых бывает пятнистым. Вентральная поверхность светлая, иногда область у основания хвоста покрыта тёмными пятнами.

## Биология
С точки зрения экологии Urolophus bucculentus, обитающие в умеренных водах, занимают нишу своего тропического сородича Urolophus flavomosaicus. Они охотятся в основном на ракообразных.  Самки с помощью шипа отпугивают нежелательных «поклонников». Был обнаружен самец этого вида с шипом, воткнутым в спину. Подобно прочим хвостоколообразным эти скаты размножаются яйцеживорождением. В помёте до 5 новорожденных длиной около 17 см. Самки приносят потомство каждые 2 года. Беременность длится 14—19 месяцев. Самцы и самки достигают половой зрелости при длине 40 и 50 см соответственно. На Urolophus bucculentus паразитируют моногенеи Calicotyle urolophi.

## Взаимодействие с человеком
Эти скаты не являются объектом целевого лова, хотя их мясо съедобно. В качестве прилова попадаются при коммерческом промысле. Судя по исследованиям, на континентальном склоне у побережья Нового Южного Уэльса численность популяции Urolophus bucculentus с 1976—77 по 1996—97 сократилась на 65 %. Международный союз охраны природы присвоил этому виду статус сохранности «Уязвимый». 